# Jan Cossiers

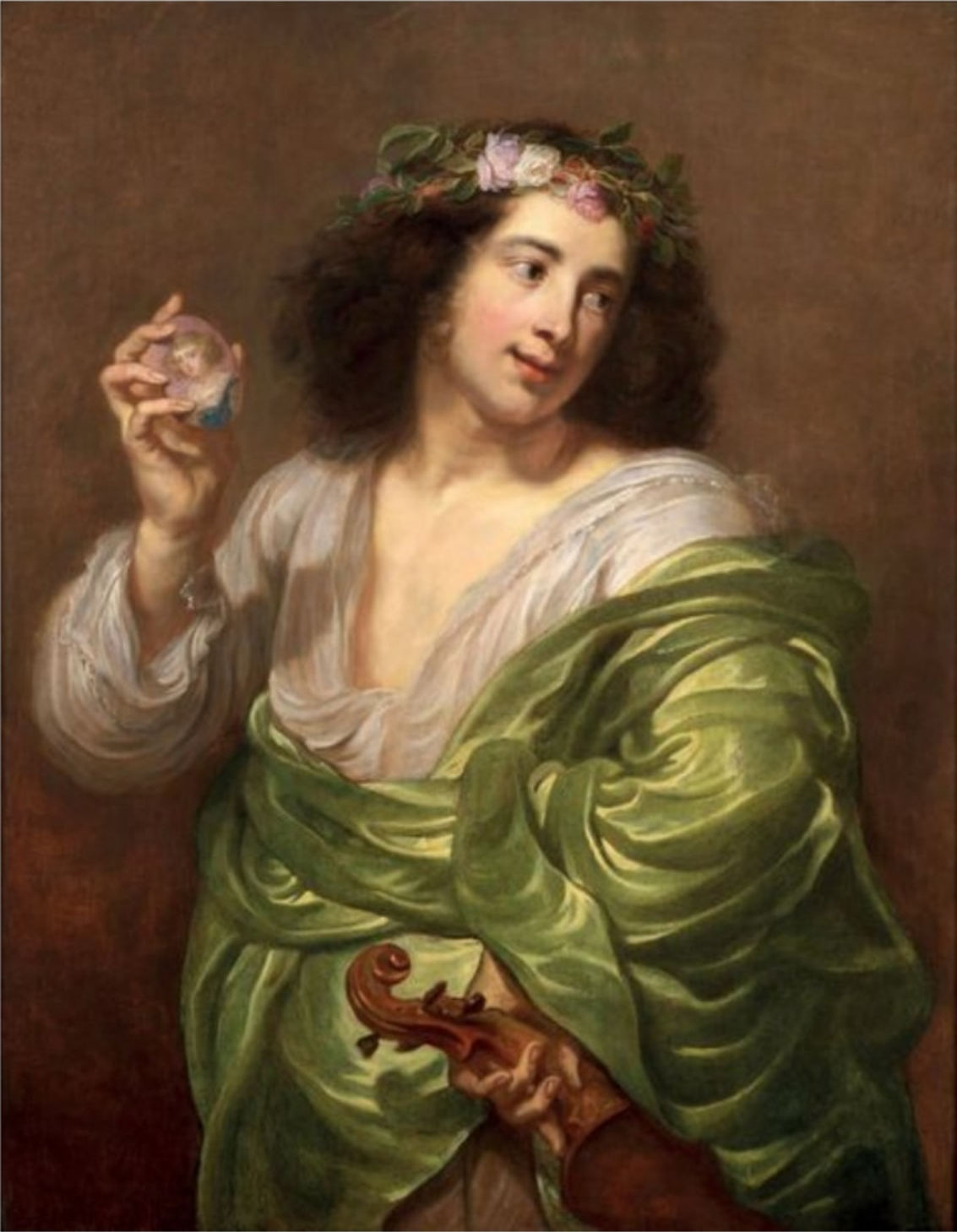
Mann mit einer Geige, Medaillon und Frauenminiatur

Jan Cossiers (* 15. Juli 1600 in Antwerpen; † 4. Juli 1671 ebenda) war ein flämischer Maler und Zeichner. Cossiers’ früheste Werke waren caravaggeske Genrewerke, die Szenen aus den unteren Schichten der Gesellschaft darstellten. Später in seiner Karriere malte er hauptsächlich historische und religiöse Themen sowie Porträts. Cossiers war nach Rubens’ Tod im Jahre 1640 einer der führenden Maler in Antwerpen und einer der originellsten Koloristen im siebzehnten Jahrhundert in Flandern.

## Leben
Cossiers wurde in Antwerpen geboren als Sohn von Antoon, einem Aquarellmaler, und Maria van Cleef. Er wurde am 15. Juli 1600 in der Antwerpener Kathedrale getauft. Er erhielt seine erste Ausbildung bei seinem Vater und zog dann in das Atelier des bekannten Porträt- und Historienmalers Cornelis de Vos.

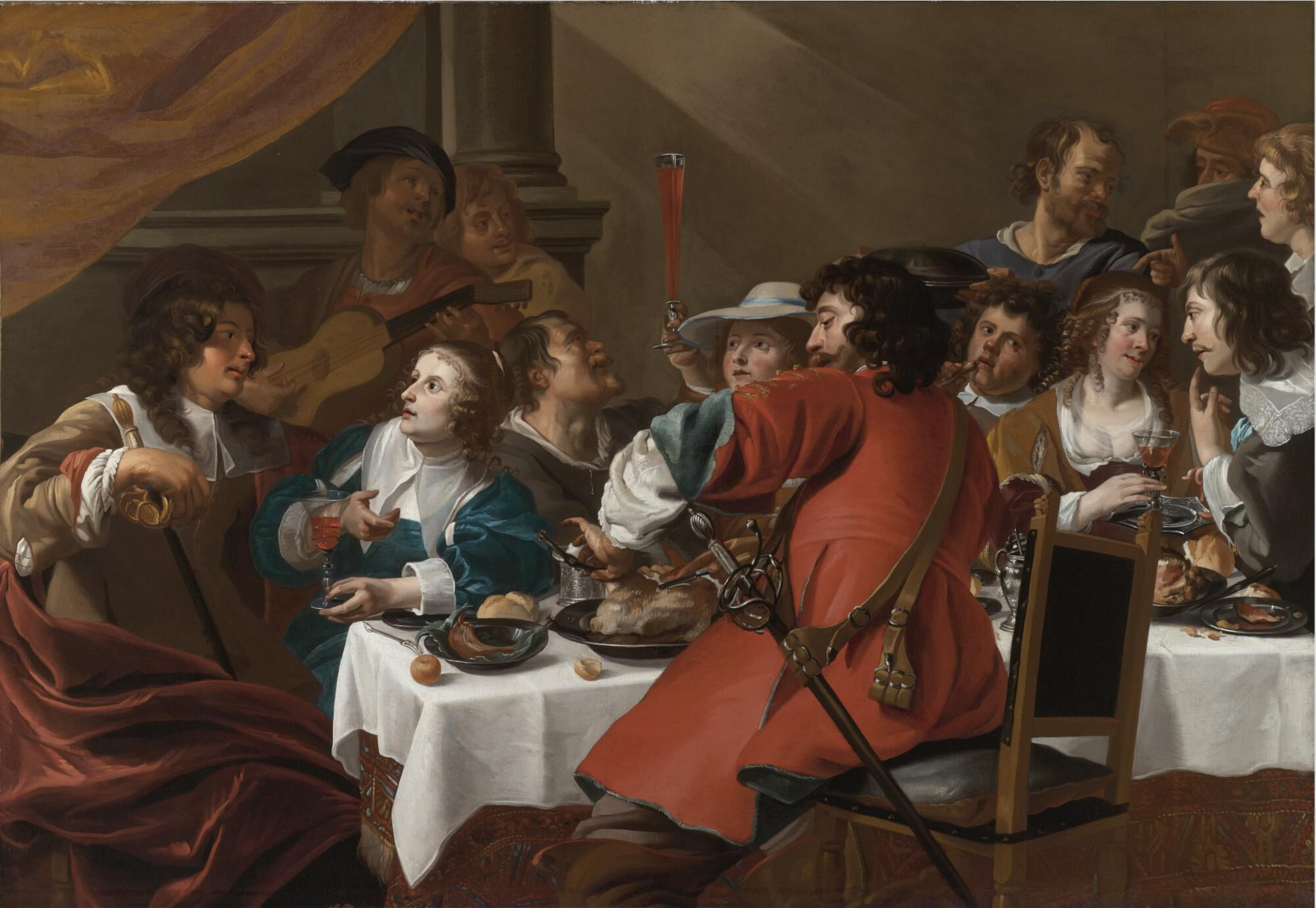
Bankett-Szene

Im Jahre 1623 reiste er nach Aix-en-Provence in Frankreich, wo er sich bei dem niederländischen Maler Abraham de Vries aufhielt und bei ihm studierte. Er besuchte Rom, wo er im Oktober 1624 dokumentiert wird. In Rom sah er wahrscheinlich Werke von Caravaggio, die einen wichtigen Einfluss auf sein Werk hatten. Im Jahre 1626 war er wieder in Aix-en-Provence. Hier traf er Nicolas-Claude Fabri de Peiresc, den berühmten Humanisten und engen Freund von Peter Paul Rubens. Peiresc schrieb Empfehlungsschreiben zu Gunsten von Cossiers an Rubens. Er traf sich auch mit anderen flämischen und niederländischen Künstlern wie Simon de Vos und Johan Geerlof, wie das Gruppenporträt von Simon de Vos zeigt, das üblicherweise als Versammlung der Raucher und Trinker bezeichnet wird. Dieses Porträt zeigt die drei Künstlerfreunde, die eine Zigarette und ein Getränk genießen, während der Zeit ihres Aufenthalts in Aix-en-Provence.
Jan Cossiers kehrte 1627 nach Antwerpen zurück. Im folgenden Jahr wurde er Meister in die Antwerpener Lukasgilde. Es ist möglich, dass er für kurze Zeit mit der Werkstatt von Rubens verbunden war. Anscheinend hatte Rubens 1628 Cossiers ausgewählt, ihn nach Madrid zu begleiten, aber Cossiers’ Eltern hatten sich dagegen ausgesprochen. Im Jahre 1630 heiratete Cossiers Joanna Darragon in der St. Jakobskirche in Antwerpen. Er wurde 1640 Dekan der Lukasgilde. Am 26. Juli desselben Jahres heiratete er ein zweites Mal. Mit seiner zweiten Frau Maria van der Willigen hatte er elf Kinder. Sein Schwager war der Stilllebenmaler Guilliam (Willem) Gabron. Er wurde mehrmals zum ‚Berater‘ der ‚Sodaliteit der getrouwden‘ gewählt, einer vom Jesuitenorden gegründeten Bruderschaft für verheiratete Männer.

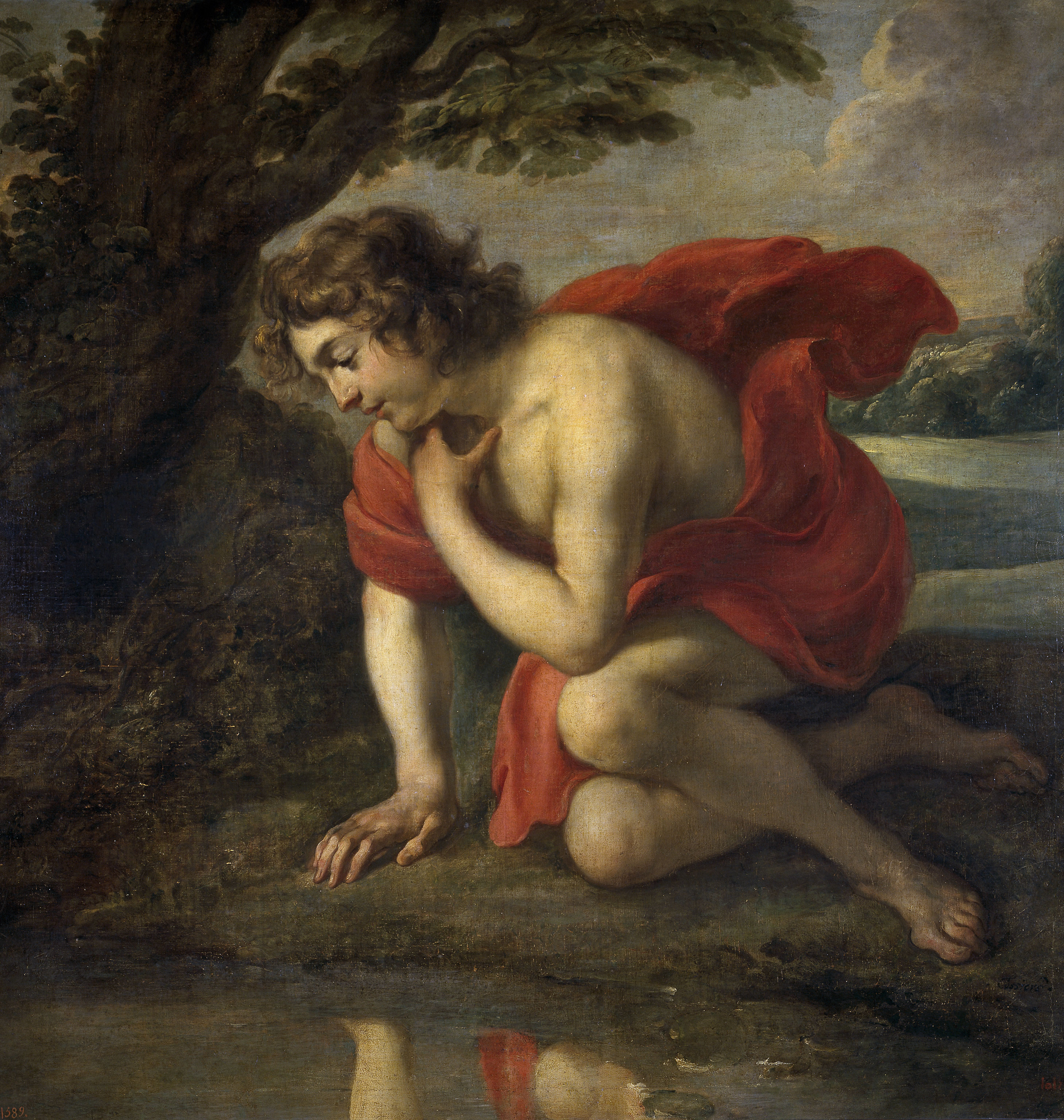
Narziss

In den 1630er Jahren konnte Cossiers dank der Intervention von Rubens eine Reihe großer Aufträge erhalten. Er assistierte Rubens im Jahre 1635 bei den Dekorationen für die ‚Blijde Inkomst‘ (feierlicher Einzug) des Kardinal-Infanten Ferdinand in Antwerpen, ein Projekt das unter der allgemeinen Leitung von Rubens stand. Er assistierte auch bei Rubens’ Auftrag für die Dekorationen des Torre de la Parada, des Jagdschlosses Philipps IV. von Spanien in der Nähe von Madrid. Cossiers malte mythologische Szenen nach Entwürfen von Rubens. Andere Antwerpener Künstler wie die Brüder Cornelis de Vos und Paul de Vos arbeiteten ebenfalls an diesem großen Auftrag.
Cossiers genoss das Mäzenatentum der Gouverneure der Spanischen Niederlande, etwa des Kardinal-Infanten Ferdinand und des Leopold Wilhelm von Österreich. Nach dem Tod von Rubens im Jahre 1640 wurde er als einer der führenden Historienmaler Flanderns anerkannt und erhielt zahlreiche Aufträge für Altarbilder der Gegenreformation. Er war auch ein Porträtmaler des reichen Bürgertums.
Er hatte viele Schüler, darunter Jan Carel van Bremt, Grée Melsen, Jacques (Jacob) de Langhe, Jacques de l’Ange (der mit Jacques de Langhe identisch sein könnte), Carel van Savoyen und Franciscus van Verbist.

## Werke

### Allgemein

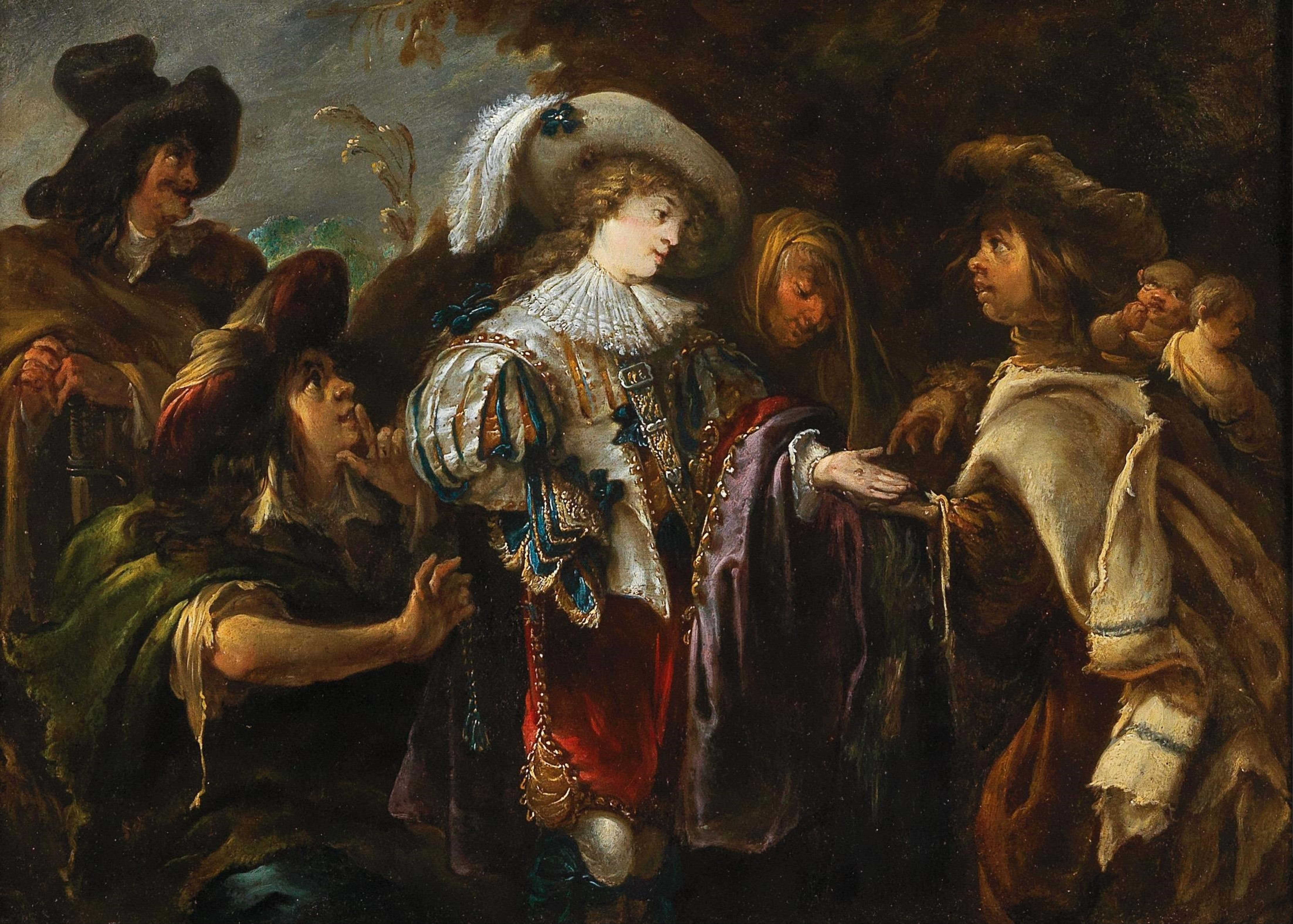
Wahrsagerin

Jan Cossiers war ein vielseitiger Künstler, der in verschiedenen Genres wie Porträt-, Genre- und Historienmalerei arbeitete. Es gibt eine klare Entwicklung in Cossiers’ Karriere, die sich nicht wesentlich von der einiger seiner Antwerpener Zeitgenossen wie Simon de Vos und Theodoor Rombouts unterschied.
Cossiers begann als Maler caravaggesker Genreszenen. Später beteiligte er sich an der Ausführung religiöser und mythologischer Kompositionen, die zu den großen Aufträgen der Rubens-Werkstatt in den 1630er Jahren gehörten. Nach dem Tod von Rubens wurde er zu einem der führenden Altarmaler in Flandern.

### Genrethemen in einem caravaggesken Stil
Cossiers’ frühe Werke waren Darstellungen von Personen und Szenen aus den unteren Schichten der Gesellschaft wie fröhliche Gesellschaften, Raucher, Trinker, Kartenspieler, Backgammon-Spieler, Wahrsager, der verlorene Sohn in einer Taverne usw. Einige dieser Werke griffen das in der flämischen Genrekunst beliebte Thema der fünf Sinne wieder auf.
Diese frühen Werke verwenden die typischen caravaggesken Chiaroscuro (Hell-Dunkel Effekte) mit dramatischer Beleuchtung, um eine dramatische Wirkung und Tiefe zu erzeugen. Ein Beispiel für ein Werk aus dieser frühen Periode ist die Wahrsagerin (Musée des beaux-arts, Valenciennes). Es stellt einen Mann in sehr eleganter Tracht dar, dem eine Zigeunerin sein Schicksal vorliest. Der Mann merkt nicht, dass seine Tasche von einem jungen Mann gestohlen wird. Das Licht fällt auf den Mann und erzeugt einen dramatischen Effekt. Cossiers schuf viele Versionen dieses Themas.

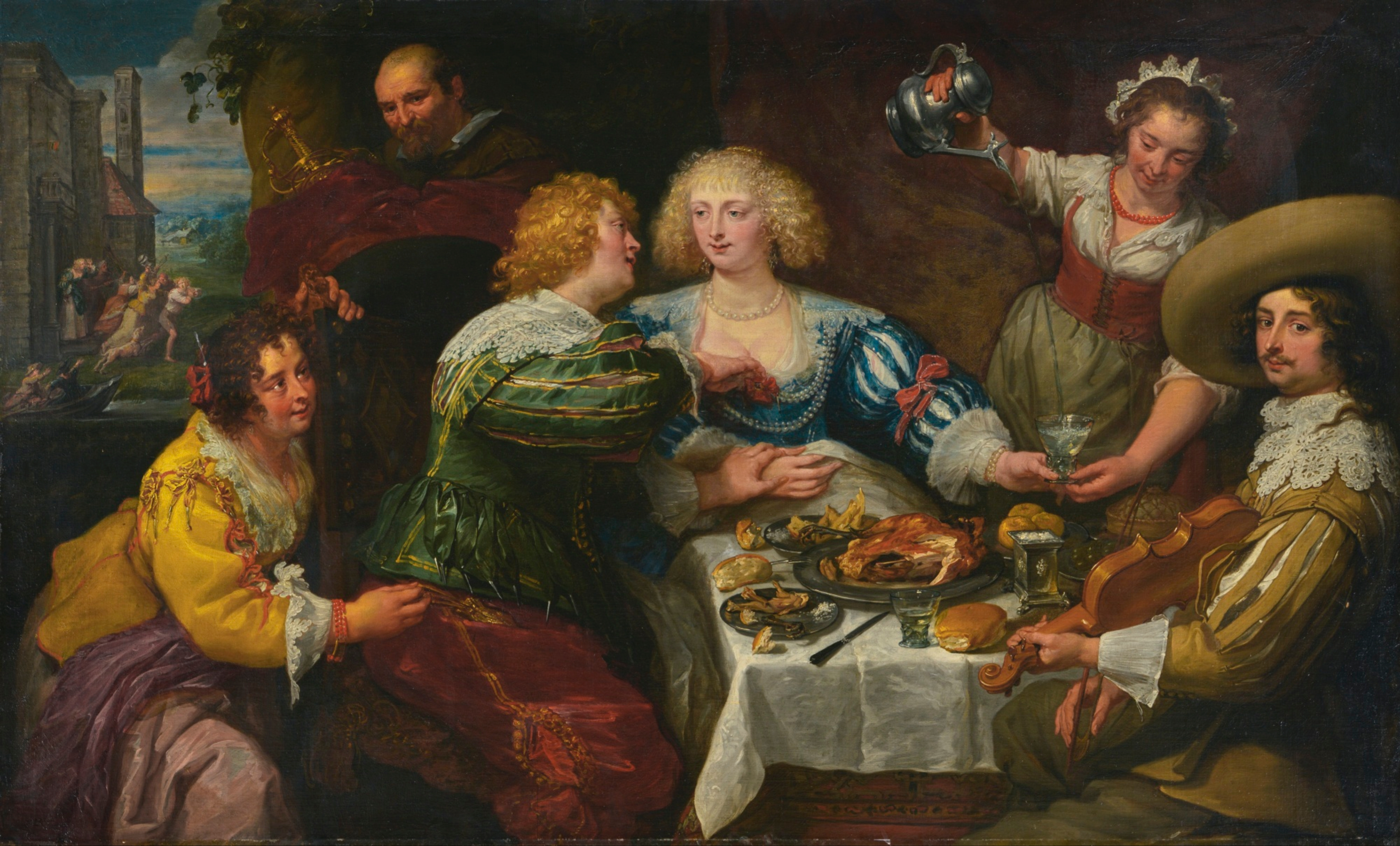
Das Gleichnis vom verlorenen Sohn

Ein weiteres Thema, das Cossiers mehrfach aufgegriffen hat, ist das des Gleichnis vom verlorenen Sohn. Eine Version dieses Themas (Sotheby’s am 3. Dezember 2014, New York, Los 31) zeigt den verlorenen Sohn beim Schlemmen und Trinken in einer Taverne, sich nicht bewusst seiend, dass ihm die Tasche gestohlen wird. Im Hintergrund ist zu sehen, wie der Sohn aus der Taverne vertrieben wird, nachdem er sein Erbe vollständig vergeudet hat.

### Historienmalerei
In den 1630er Jahren wurde Cossiers’ Karriere mit Rubens verbunden und er fing an, Historienbilder zu malen. Beispiele sind die mythologischen Figuren, die er nach Entwürfen von Rubens für den Torre de la Parada malte, wie der Feuer tragende Prometheus, Narziss sowie Jupiter und Lycaon. In dieser Zeit wurde sein Werk beeinflusst von der Monumentalität und der Palette von Rubens, dem er bei großen Aufträgen zur Seite stand. Nach dem Tod von Rubens konnte er die Lücke füllen, die das riesige Atelier von Rubens hinterlassen hatte, und lieferte gegenreformatorische Altarbilder an viele Kirchen im katholischen Flandern sowie an den freien Markt.
Seine Werke der 1630er und 1640er Jahre waren sehr farbenfroh, was auf den Einfluss von Rubens zurückgeführt werden kann. In seinen späteren Werken wurde seine Palette gedämpfter und die Pinselführung freier. Seine Kompositionen in dieser späten Periode betonen das Pathos der Figuren durch ihren übertriebenen emotionalen Ausdruck und ihre lebhafte Gestik. Ein Beispiel dafür ist Die Geißelung Christi (Königliches Museum der Schönen Künste, Antwerpen). Zu seinen späten religiösen Gemälden gehört auch der große Kalvarienberg (1655-6) in der Beginenkirche in Mechelen.

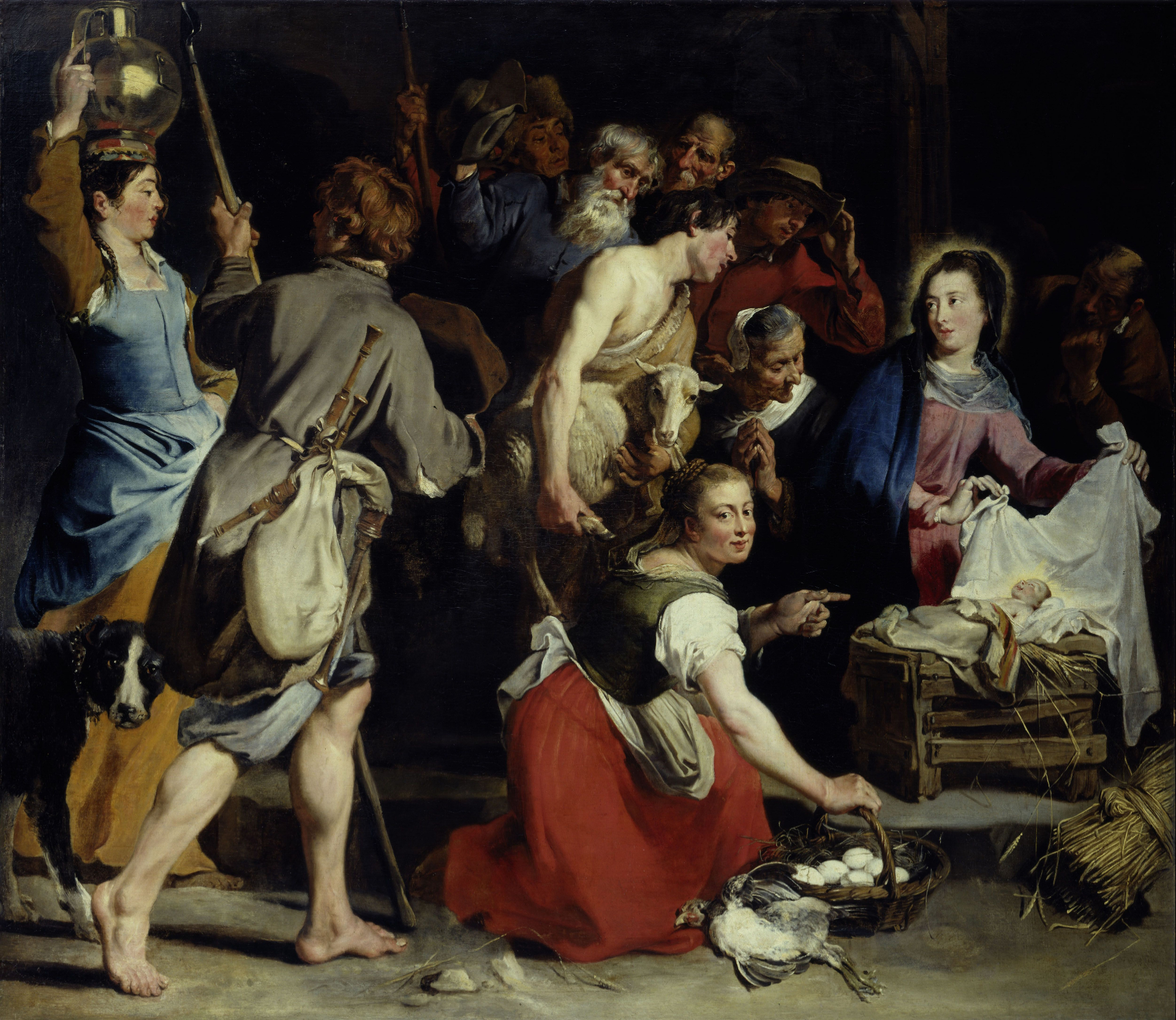
Die Anbetung der Hirten

Jan Cossiers hat die Themen der Unterschicht in dieser späteren Phase seiner Karriere nicht ganz aufgegeben, wie eine späte Fröhliche Gesellschaft (Sotheby’s New York, 9. Juli 2011, Los 39) zeigt, die die Freiheit der Pinselführung und das gedämpfte Kolorit von Cossiers’ späterer Periode besitzt.

### Porträts
Jan Cossiers hatte seine Ausbildung bei führenden Porträtmalern wie Cornelis de Vos und Abraham de Vries erhalten. So hatte er die notwendigen Fähigkeiten erlernt, um der Nachfrage des wohlhabenden Bürgertums nach Einzel- und Gruppenporträts gerecht zu werden.

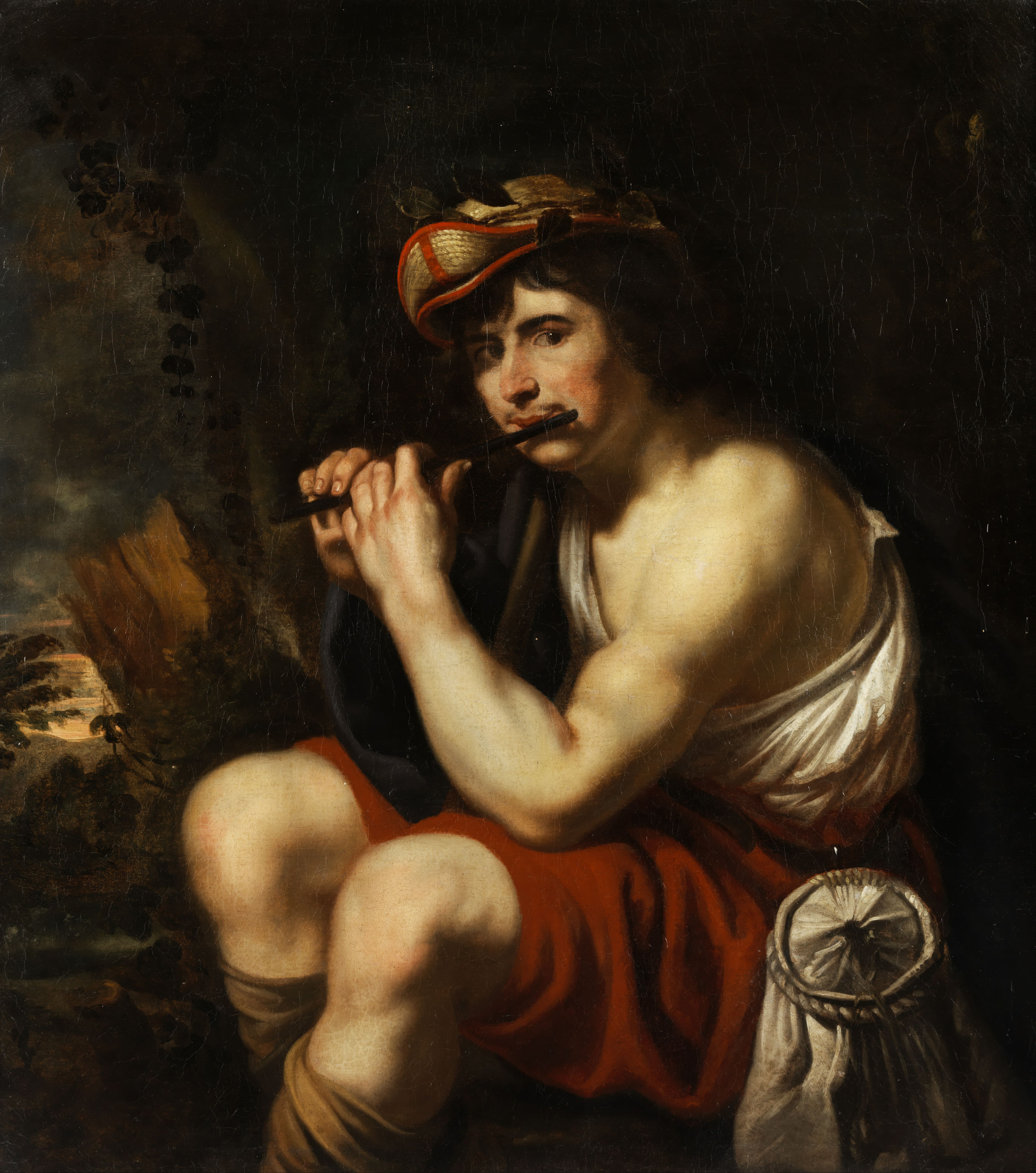
Junger Musiker mit Querflöte

Seine Porträts zeichnen sich durch ihre einfühlsame Ähnlichkeit, psychologische Einsicht und lässige Eleganz aus. Im Porträt eines Herrn (Christie’s, 19. April 2007, New York, Los 226) war er in der Lage, die selbstbewusste und würdevolle Natur des Dargestellten durch Details wie die linke Hand, die sicher an der Taille ruht, auszudrücken.
Jan Cossiers bewegte sich im Kreis des berühmten flämischen Genremalers Adriaen Brouwer, der unter anderem für seine Tronies, d. h. Kopf- oder Gesichtsstudien, die Ausdrucksvarianten untersuchen, bekannt war. Brouwer malte eine Tavernenszene genannt Die Raucher, die Tronie-Porträts von Jan Cossiers zusammen mit den Malern Jan Lievens, Joos van Craesbeeck, Jan Davidsz. de Heem und Brouwer selbst (um 1636, Metropolitan Museum of Art, New York) darstellt. Jan Cossiers ist die zweite Figur auf der rechten Seite und scheint Rauch im Mund zu haben. Dieser Typus des Gruppenporträts ist auch eine Darstellung eines der fünf Sinne: der Geschmackssinn.
Jan Cossiers malte auch eine Reihe von Genreporträts, die die fünf Sinne repräsentieren. Diese Porträts können gleichzeitig als Tronies betrachtet werden. Beispiele dafür sind die Porträts eines Mannes, der in seinen leeren Krug schaut (Dorotheum, 21. November 2014, Los 334) und das Porträt eines Herrn, vermutlich Adriaen Brouwer (Bonhams, 5. Juli 2006, London, Los 46), die wahrscheinlich Porträts von Adriaen Brouwer sowie Darstellungen des Geschmackssinns sind. Es wird angenommen, dass die Gemälde Teil einer Serie über die fünf Sinne sind.

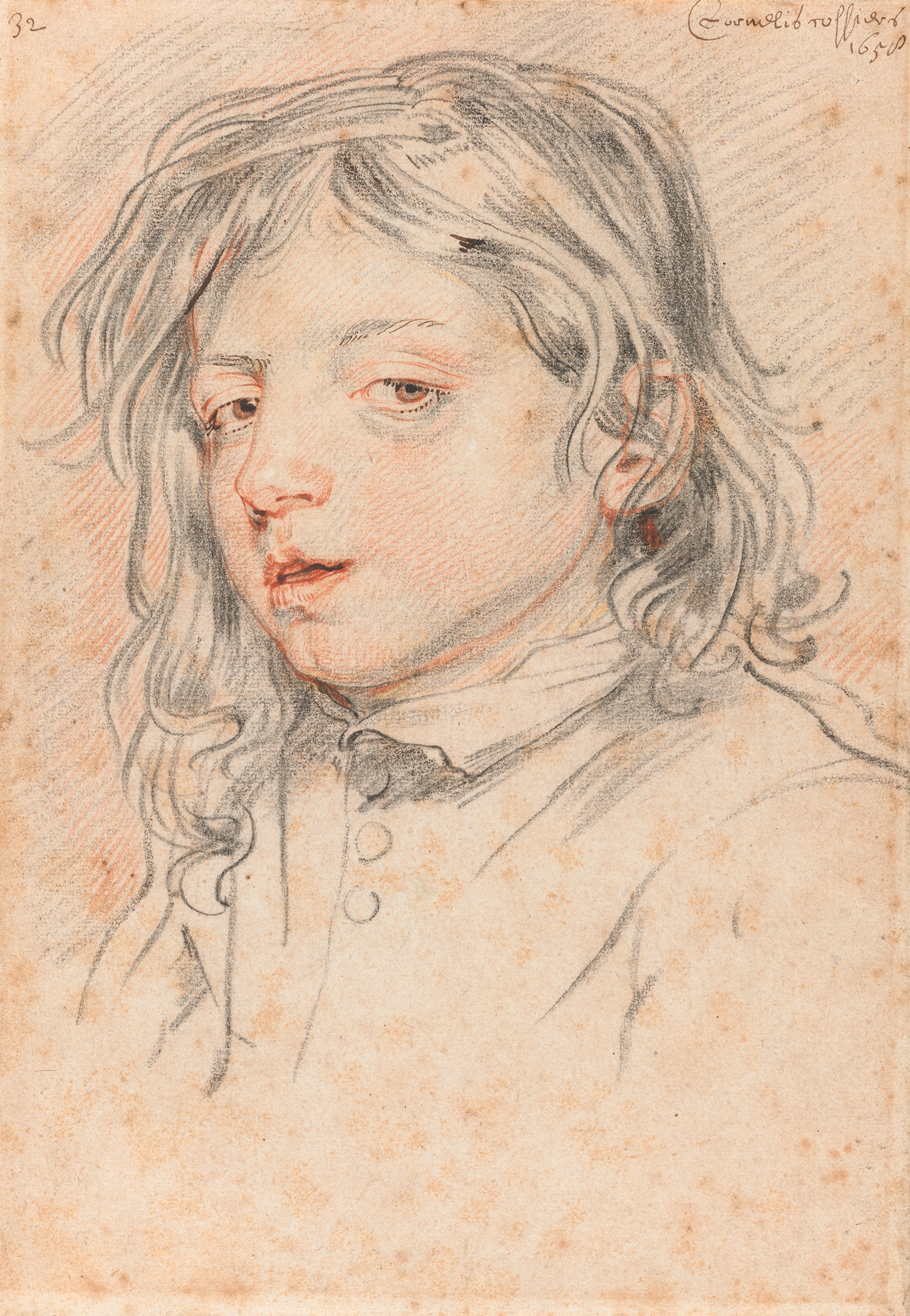
Porträt von Cornelis, einem Sohn des Künstlers

Wie damals in der Antwerpener Kunstwelt üblich, arbeitete Cossiers mit anderen spezialisierten Künstlern zusammen, für die er die Figuren malte. Ein mit Girlanden geschmücktes Huygens-Porträt von Cossiers und Daniel Seghers befindet sich heute im Mauritshuis. Es ist bekannt, dass er mit dem Stillleben- und Tiermaler Adriaen van Utrecht bei einer Küchenszene zusammengearbeitet hat (datiert 1639, Privatsammlung). Cossiers malte die Porträts von van Utrecht und seiner Frau Constancia in einer Küche inmitten eines von van Utrecht gemalten umfangreichen Stilllebens mit Wild, Hummer, Fisch und Gemüse.

### Zeichnungen
Cossiers war ein talentierter Zeichner, was sich belegt durch eine Reihe von Kinderporträts.
Cossiers schuf eine Reihe von Porträtstudien seiner Familienmitglieder. Jede der Zeichnungen ist oben links nummeriert. Die meisten identifizieren den Dargestellten namentlich und sind auf 1658 datiert. Die Serie zeichnet sich durch intime Behandlung und besonders naturgetreue Effekte aus. Die erhaltenen Porträts stellen nur die Söhne des Künstlers dar und nicht seine fünf Töchter. Diese Porträts sind auf sehr abwechslungsreiche und flüssige Weise ausgeführt.